# ديفيد بورنس
ديفيد بورنس (بالإنجليزية: David Burns)‏ (12 نوفمبر 1958 في المملكة المتحدة - ) هو لاعب كرة قدم بريطاني في مركز الظهير. لعب مع نادي تشستر سيتي ونادي سكاربورو.